# Best Before 1984
Best Before 1984 è una raccolta di singoli ed altri brani dei Crass pubblicato nel 1986. L'album contiene un booklet, intitolato "...In Which Crass Voluntarily 'Blow Their Own'" contenente i testi delle canzoni ed una dettagliata storia del gruppo.

## Tracce
1. Do They Owe Us a Living?
2. Major General Despair
3. Angela Rippon
4. Reality Asylum
5. Shaved Women
6. Bloody Revolutions
7. Nagasaki Nightmare
8. Big A Little A
9. Rival Tribal Rebel Revel
10. Sheep Farming In The Falklands (Flexi)
11. How Does It Feel?
12. The Immortal Death
13. Don't Tell Me You Care
14. Gotcha
15. You're Already Dead
16. Nagasaki Is Yesterday's Dog-End
17. Don't Get Caught
18. Smash The Mac
19. Do They Owe Us A Living? (Live in Aberdare from last gig)